# Dieter Geerlings

Wappen des Weihbischofs Dieter Geerlings

Dieter Geerlings (* 15. Juli 1947 in Emmerich) ist ein deutscher Geistlicher und emeritierter römisch-katholischer Weihbischof in Münster.

## Leben
Nach dem Studium der Katholischen Theologie und der Philosophie an der Westfälischen Wilhelms-Universität in Münster empfing Geerlings am 20. Mai 1973 im Hohen Dom zu Münster die Priesterweihe durch Bischof Heinrich Tenhumberg. Anschließend war er von 1973 bis 1977 Kaplan an der St.-Georg-Kirche in Bocholt und bis 1979 in der Pfarrei St. Willibrord in Kleve-Kellen. 1979 wurde er Geistlicher Leiter und Diözesanpräses der Katholischen Jungen Gemeinde (KJG) im Bistum Münster sowie Subsidiar in Münster, St. Konrad. 1980 wurde er Vikar an der Pfarrkirche St. Martinus in Herten-Westerholt. 1984 wurde er zum Regionalvikar für die Region Niederrhein und zum Rektor der Kapelle des St.-Norbert-Hauses in Xanten berufen.
1988 berief ihn Bischof Reinhard Lettmann zum Vorsitzenden des Caritasverbandes für die Diözese Münster sowie zum Domvikar am Dom zu Münster und zum Geistlichen Rat. Zudem wirkte er als Seelsorger des Malteser-Hilfsdienstes und Geistlicher Berater für den Sozialdienst Katholischer Männer und Frauen. Seit 1989 war er Geistlicher Beirat im Diözesanverband der Caritaskonferenz und im Diözesanverband der Vinzenzkonferenzen. 1995 wurde er durch Reinhard Lettmann zum residierenden Domkapitular des Münsteraner Domkapitels ernannt. 2001 übernahm er als Nachfolger von Weihbischof Josef Voß den Vorsitz des Katholischen Krankenhausverbandes Deutschland (KKVD).
Am 31. Mai 2010 ernannte ihn Papst Benedikt XVI. zum Titularbischof von Tacapae und zum Weihbischof in Münster. Die Bischofsweihe spendete ihm Bischof Felix Genn am 29. August desselben Jahres im Dom zu Münster; Mitkonsekratoren waren der emeritierte Bischof von Münster, Reinhard Lettmann, und der emeritierte Weihbischof in Münster, Heinrich Janssen. Dieter Geerlings war als Regionalbischof für die Region Coesfeld-Recklinghausen zuständig. Auch hier war er Nachfolger des verstorbenen Weihbischofs Josef Voß, dessen Hirtenstab er übernommen hat. Es ist derselbe Hirtenstab, den der frühere Weihbischof Heinrich Baaken trug, als er Geerlings 1956 firmte.
In der Deutschen Bischofskonferenz war er Mitglied der Caritaskommission und der Migrationskommission.
Papst Franziskus nahm am 24. November 2017 seinen vorzeitigen Rücktritt an. Geerlings hatte diesen im September 2017 wegen gesundheitlicher Einschränkungen nach einer schweren Erkrankung im Jahr 2015 eingereicht.
Im August 2019 reichte Geerlings im Einvernehmen mit der Diözese Münster zur Reform der katholischen Sexualethik zum Synodalen Weg der Deutschen Bischofskonferenz ein Papier ein. Er befürwortete die Segnung gleichgeschlechtlicher Paare.